# Nipsey Russell
Julius "Nipsey" Russell, född 15 september 1918 i Atlanta, Georgia, död 2 oktober 2005 i New York, var en amerikansk komiker, poet och dansare. Russell medverkade bland annat i filmerna The Wiz och Tjejen som tog hem spelet. Han var även en frekvent gäst i serien The Dean Martin Celebrity Roast.

## Filmografi i urval
- 1961–1962 – Car 54, Where Are You? (TV-serie)
- 1967 – The Red Skelton Hour (TV-serie)
- 1968–1969 – What's My Line? (TV-serie)
- 1969 – Rowan & Martin's Laugh-In (TV-serie)
- 1970 – Barefoot in the Park (TV-serie)
- 1972–1974 – The Dean Martin Show (TV-serie)
- 1974 – The Dean Martin Comedy World (TV-serie)
- 1974–1977 – The Dean Martin Celebrity Roast (TV-serie)
- 1978 – The Wiz
- 1980 – Kärlek ombord (TV-serie)
- 1986 – Tjejen som tog hem spelet
- 1994 – Galna snutar i New York
- 1999 – Spin City (TV-serie)
- 2003 – Hollywood Squares (TV-serie)